# Acanthocidaris
Genre
Acanthocidaris est un genre d'oursins de la famillee des Cidaridae.

## Description
Ce sont des oursins réguliers à la coquille (appelée « test ») sphérique légèrement allongée verticalement. L'anus est situé au sommet (à l'apex, au centre du système apical), et la bouche en dessous, face au substrat. Les radioles primaires (piquants) sont clairsemées mais très robustes.
L'appareil apical est généralement monocyclique, et mesure la moitié du diamètre du test, uniformément couvert de tubercules. Les interambulacres portent 9 plaques par série ; celles-ci portent de gros tubercules primaires, perforés et crénulés sur leur face adapicale, avec des aréoles non incisées mais séparées (sauf près du péristome). Les cercles scrobiculaires sont différentiés des cercles extrascrobiculaires, qui portent de petits tubercules secondaires. Le test ne présente pas de zones nues. Les ambulacres sont sinueux, avec des paires de pores horizontales et séparées par une zone légèrement plus large qu'un pore ; leur emplacement n'est pas enfoncé. La zone perradiale est d'une largeur similaire à celle de la zone porée, avec de petits tuberculaires primaires maeginaux, mais la zone médiane est globalement nue et légèrement enfoncée. Les radioles primaires sont longues, effilées et facettées. Elles commencent par un col large et long (2-3 cm), ornementé de rangées de nœuds ; elles apparaissent superficiellement lisses. Les radioles orales sont incurvées et ont les bords dentelés ; les radioles secondaires ne sont pas très aplaties.

## Liste des espèces
Selon World Register of Marine Species (23 juin 2020) :
- Acanthocidaris curvatispinis (Bell, 1892) -- île Maurice et Australie
- Acanthocidaris hastigera A. Agassiz & H.L. Clark, 1907 -- Hawaii
- Acanthocidaris maculicollis (de Meijere, 1904) -- Indo-Pacifique

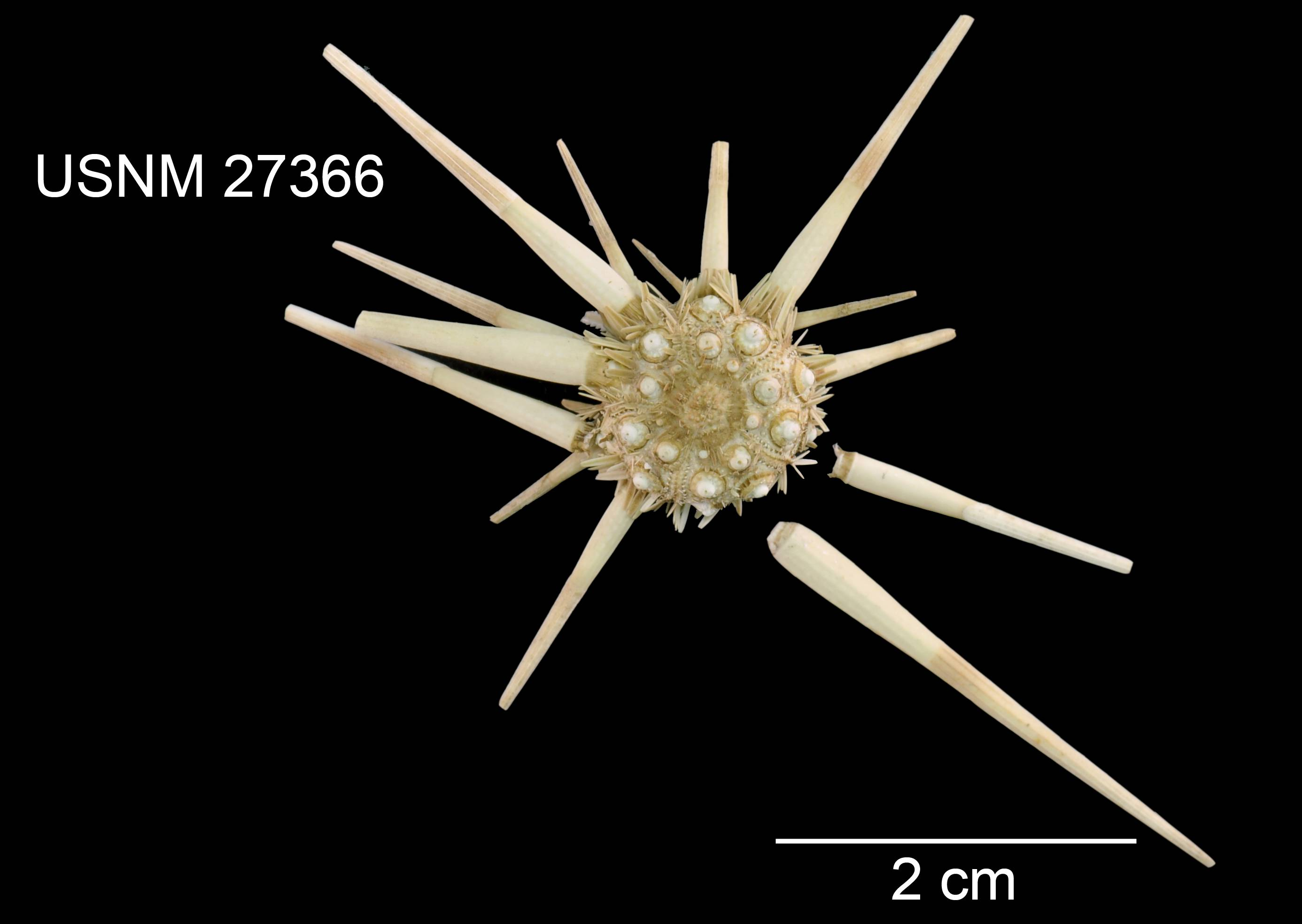
Acanthocidaris hastigera
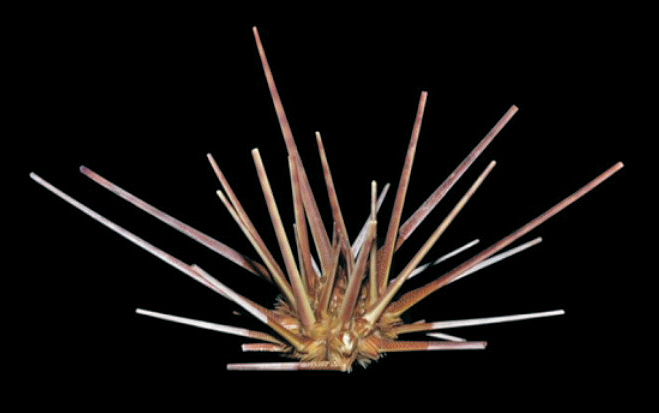
Acanthocidaris maculicollis